# 850-е годы
850-е (восемьсо́т пятидеся́тые) го́ды по юлианскому календарю — промежуток времени с 1 января 850 года по 31 декабря 859 года, включающий 850 год 5-го десятилетия   и с 851 по 859 годы    6-го десятилетия IX века 1-го тысячелетия.  Они закончились 1166 лет назад.

## 851
- Первая зимовка норманнов в Британии.
- Муса II ибн Муса побеждает христиан в сражении при Альбельде[1].
- Барселона захвачена и разграблена маврами.
- Король Западно-Франкского королевства Карл II Лысый потерпел поражение в сражении при Женглане с бретонским вождём Эриспоэ и вынужден был признать его королём. Это событие считается началом королевства Бретань.
- Благодаря вмешательству короля Италии Людовика II прекратилась война между Сполето и Салерно, которая длилась с 839 года.
- Викинги поднялись вверх Эльбой и разграбили Рейнскую область и Фландрию.
- Король Уэссекса Этельвульф победил викингов в битве, но не смог прогнать их с острова в устье Темзы.

- Викинги поднялись вверх по Сене и снова разграбили Руан. На этот раз они впервые перезимовали на континенте, а потом добрались пешком до Бове и сожгли город.

## Важнейшие события
- Первая зимовка норманнов в Британии.
- Балеарские острова опустошены северными пиратами.